# Bruno César
Bruno César, właśc. Bruno César Zanaki (ur. 3 listopada 1988 w Santa Bárbara d’Oeste) – brazylijski piłkarz, występujący na pozycji pomocnika.

## Kariera klubowa
Bruno César piłkarską karierę rozpoczął w Ulbra Canoas w 2009. W barwach zespołu z Canoas zadebiutował 21 stycznia 2009 w zremisowanym 0-0 meczu w lidze stanowej Rio Grande do Sul z Avenidą Santa Cruz do Sul. Dobra gra (2 bramki w 6 meczach) spowodowały, że trzy tygodnie później Bruno César trafił do Noroeste Bauru. W Noroeste 18 lutego 2009 w przegranym 0-1 meczu z Ituano Itu zadebiutował w lidze stanowej São Paulo. Już kilka tygodni później Bruno César został zawodnikiem pierwszoligowego EC Santo André. W Santo André 15 maja 2009 w wygranym 4-2 meczu z Coritiba zadebiutował w lidze brazylijskiej, zastępując w 63 min. Pabla Escobara. Był to udany debiut, gdyż Bruno César w 84 min. zdobył bramkę ustalającą wynik meczu.
Z Santo André Bruno César spadł do drugiej ligi na koniec 2009 roku. Dobra gra w lidze stanowej wiosną 2010 (7 bramek w 21 meczach) zaowocowała transferem do Corinthians Paulista. W Corinthians zadebiutował 27 maja 2010 w zremisowanym 2-2 meczu z Grêmio Prudente. Był to wyśmienity debiut, gdyż Bruno César zastąpił w 73 min. Eliasa i kilkanaście sekund później ustalił wynik meczu.
W pierwszym swoim sezonie w Corinthians wystąpił w 31 meczach, w których strzelił 14 bramek, stając się trzecim strzelcem w lidze, ustępując tylko Jonasowi i Neymarowi. Wiosna 2011 była słaba w wykonaniu Bruno Césara (tylko jedna zdobyta bramka w 18 spotkaniach ligi stanowej), ale jego gra została zauważona przez Benfikę.
16 czerwca 2011 Bruno César został zawodnikiem Benfiki. Suma transferu wyniosła 5,3 mln €. W barwach Orłów Bruno César zadebiutował 27 lipca 2011 w wygranym 2-0 meczu III rundy eliminacji Ligi Mistrzów z Trabzonsporem. W lidze portugalskiej zadebiutował 12 sierpnia 2011 w zremisowanym 2-2 meczu z Gil Vicente.
21 stycznia 2013 roku został zawodnikiem Al-Ahli Dżudda.
| Sezon   | Klub                 | Kraj       | Rozgrywki                     | Mecze | Bramki |
| ------- | -------------------- | ---------- | ----------------------------- | ----- | ------ |
| 2009    | Ulbra                | Brazylia   | Campeonato Gaúcho 1ª divisão  | 6     | 2      |
| 2009    | Noroeste Bauru       | Brazylia   | Campeonato Paulista Série A1  | 12    | 1      |
| 2009    | Santo André          | Brazylia   | Campeonato Brasileiro Série A | 3     | 1      |
| 2010    | Corinthians Paulista | Brazylia   | Campeonato Brasileiro Série A | 31    | 14     |
| 2011/12 | SL Benfica           | Portugalia | Primeira Liga                 | 26    | 10     |
| 2012/13 | SL Benfica           | Portugalia | Primeira Liga                 | 6     | 0      |

## Kariera reprezentacyjna
Bruno César w reprezentacji Brazylii zadebiutował 10 listopada 2011 w wygranym 2-0 towarzyskim meczu z reprezentacją Gabonu.
| Mecze i gole w reprezentacji | Mecze i gole w reprezentacji | Mecze i gole w reprezentacji | Mecze i gole w reprezentacji | Mecze i gole w reprezentacji | Mecze i gole w reprezentacji | Mecze i gole w reprezentacji |
| #                            | Data                         | Miasto                       | Przeciwnik                   | Gol                          | Wynik                        | Rozgrywki                    |
| ---------------------------- | ---------------------------- | ---------------------------- | ---------------------------- | ---------------------------- | ---------------------------- | ---------------------------- |
| 1.                           | 10.11.2011                   | Libreville                   | Gabon                        |                              | 2:0                          | towarzyski                   |
| 2.                           | 14.11.2011                   | Doha                         | Egipt                        |                              | 2:0                          | towarzyski                   |